# مرتضى العسكري
مرتضى بن محمّد إسماعيل بن محمّد شريف العسكري،ولد في (الثامن من جمادى الثانية عام 1332هـ) بمدينة سامراء العراقية.

## دراسته
درس المقدّمات والسطوح في حوزة سامراء العلمية، ثم سافر إلى مدينة قم في إيران عام 1349 هـ لإكمال دراسته، وبقي فيها ثلاث سنوات، ثم سافر إلى مدينة الكاظمية فاستقر بها.

## أساتذته
نذكر منهم ما يلي : 
1. محمّد حسن شريعتمدار الساوجي .
2. شهاب الدين المرعشي النجفي .
3. عبد الكريم الحائري اليزدي .
4. حبيب الله الاشتهاردي .
5. مهدي بايين شهري .
6. خليل الكمرئي .
7. روح الله الخميني .

## مشاريعه
نذكر منها ما يلي: 
- مدارس الزهراء للبنات، بإشراف الشهيدة بنت الهدى، بغداد.
- مدارس الإمام الجواد في الكرّادة الشرقية، بغداد.
- روضة الزهراء للأطفال، بغداد.
- مدارس الإمام الصادق، البصرة.
- ثانوية الإمام الحسن، الديوانية.
- مدارس الإمام الكاظم، بغداد.
- ثانوية الإمام الباقر، الحلّة.
- تأسيس كلّية أُصول الدين، بغداد.
- مدارس بغداد الجديدة، بغداد.
- مركز تعليم البنات، بغداد.

## مؤلفاته
- معالم المدرستين.[1][2][3]
- القرآن الكريم وروايات المدرستين.
- خمسون ومائة صحابي مختلق.
- أحاديث أم المؤمنين عائشة.[4]
- من حديث النبي يكون لهذه الأُمّة اثنا عشر إماماً.
- دراسة حول الجبر والتفويض والقضاء والقدر.
- الاحتفال بذكرى الأنبياء وعباد الله الصالحين.
- صفات الله جلّ جلاله في روايات الفريقين.
- آية التطهير في مصادر مدرسة الخلفاء.
- آراء وأصداء حول عبد الله بن سبأ.
- البناء على قبور الأنبياء والأولياء.
- عقائد الإسلام من القرآن الكريم.
- المصحف في الروايات والآثار.
- المصحف في روايات الفريقين.
- دور الأئمّة في إحياء السنّة.
- الزواج المؤقت في الإسلام.
- عصمة الأنبياء والرسل.
- مصطلحات قرآنية.
- الصحابي وعدالته.
- عبد الله بن سبأ وأساطير أخرى

## وفاته
توفّي مرتضى العسكري في الرابع من شهر رمضان 1428 هـ بالعاصمة طهران، ودفن بجوار مرقد فاطمة المعصومة بمدينة قم في إيران.